# Oncopsis testacea
Oncopsis testacea är en insektsart som beskrevs av Kuoh. Oncopsis testacea ingår i släktet Oncopsis och familjen dvärgstritar. Inga underarter finns listade i Catalogue of Life.